# Kaidu
Kaidu Khan o Qauïdu Khan (1230 – 1301) è stato un condottiero mongolo appartenente all'aristocrazia e pretendente al titolo di Gran Khan.
Fu amministratore di una parte della Cina occidentale durante il XIII secolo sotto la dinastia Yuan, la dinastia imperiale mongola fondata da suo cugino Kublai Khan di cui Kaidu fu in seguito oppositore.

## Marco Polo
Nel 1260, Marco Polo visitò la provincia di Yarkand, parte della regione sotto l'amministrazione di Kaidu, e la descrisse ne Il Milione in questo modo: 
È una provincia di sole cinque giornate di cammino. La popolazione è saracena e in parte cristiana nestoriana; e sono sottoposti al nipote del Gran Kan di cui abbiamo parlato. Abbondano qui i prodotti della terra e specialmente il cotone. La maggior parte della gente ha un piede grossissimo e uno normale e ha anche il gozzo; e pare che ciò dipenda dalle acque che bevono.
Kaidu controllava il Turkestan orientale e, per un certo periodo, anche gran parte della Mongolia propriamente detta compresa Karakorum, la precedente capitale dell'Impero mongolo. A partire dal 1263, quando Kublai Khan aveva sedato la ribellione guidata dal fratello Ariq-Boka, Kaidu ingaggiò una guerra, contro Kublai e i suoi successori, che sarebbe durata più di trent'anni, ma senza alcun effettivo risultato. Nel 1269 venne riconosciuto come Khan da alcune tribù mongole e i loro capi, ma le sue aspirazioni furono stroncate nel 1301, quando venne sconfitto nelle vicinanze di Karakorum e ucciso durante la fuga.
Le cronache medioevali spesso confondono due personaggi diversi riportando il nome «Kadan» al posto di «Kaidu» e citando erroneamente la partecipazione di Kaidu alla battaglia di Legnica combattuta dai mongoli in Slesia nel 1241 contro l'esercito polacco-tedesco del duca Enrico II il Pio. Kadan era, invece, il fratello di Güyük, lo zio di Kaidu.

## Ascendenza
Fu figlio di Kashin Khan e Sanga Khatun, nipote di Ögedei Khan e Töregene Khatun, e pronipote di Gengis Khan e Börte Ujin.

## Discendenza
Ebbe quattordici figli, fra cui il figlio Tchapar Khan, ma fece affidamento soprattutto alla figlia Khutulun per avere consigli ed aiuto militare.